# طعمه ماهیگیری

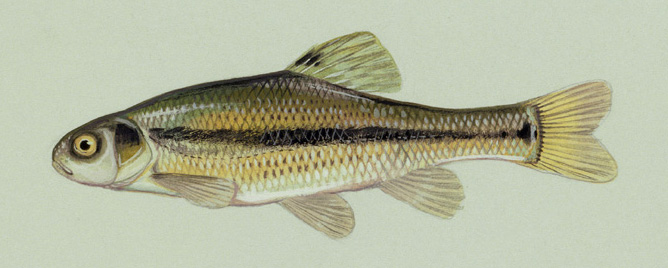
ماهی طعمه معمولی (minnow fathead)

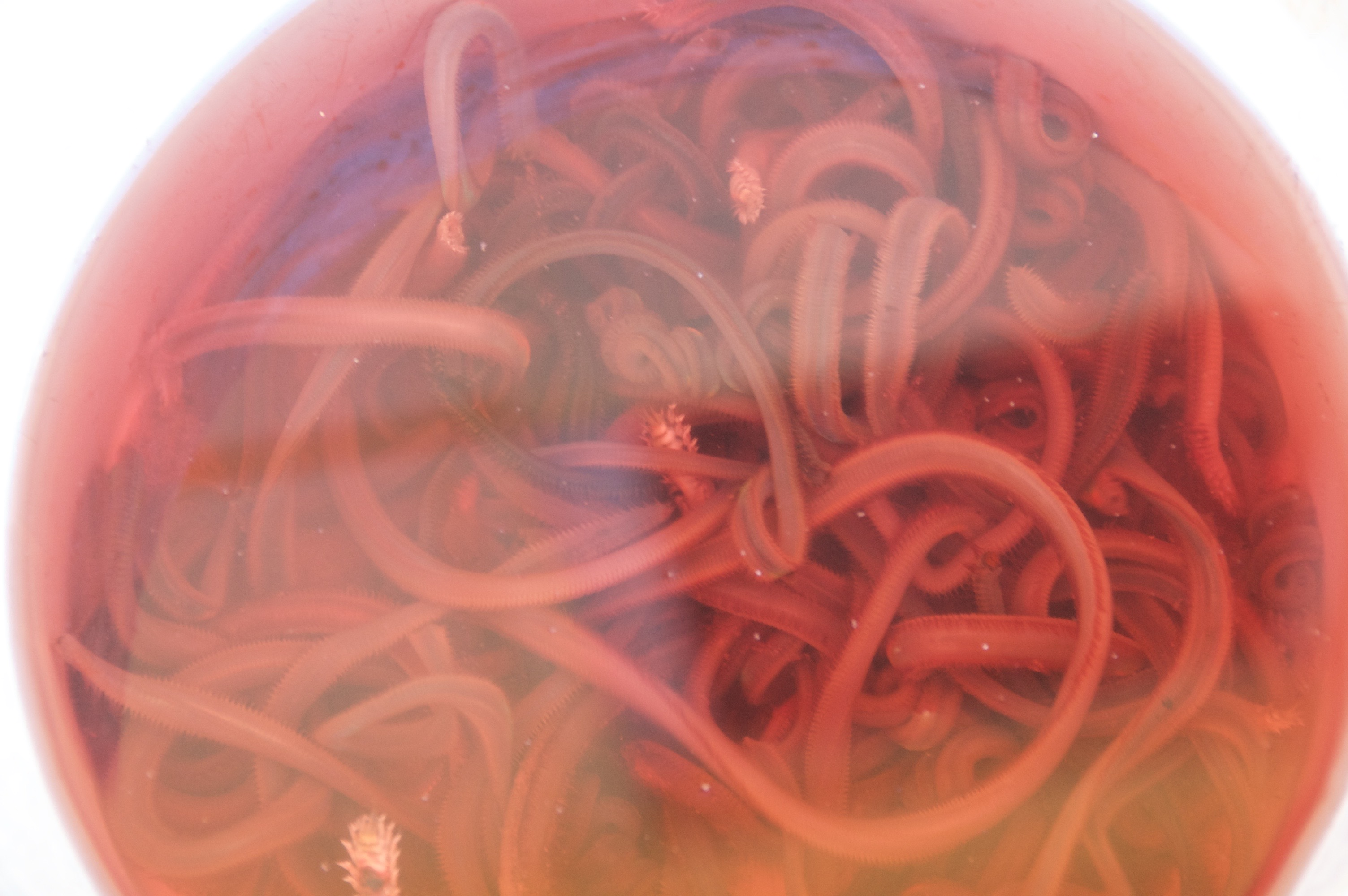
کرم‌های ساحلی استرالیایی آماده بهره‌برداری به عنوان طعمه

طعمه ماهیگیری به هر ماده‌ای گفته می‌شود که برای جذب و صید ماهی استفاده می‌شود، به عنوان مثال روی قلاب ماهیگیری، در دان‌خوری زمینی یا داخل تله ماهی. طعمه‌های ماهیگیری به‌طور سنتی غذای طبیعی ماهی‌ها می‌باشند، مانند خرچنگ شب، حشرات، کرم‌ها و ماهی‌های طعمه کوچک‌تر برای این منظور استفاده می‌شود. ماهیگیران همچنین کاربرد مواد غذایی فرآوری‌شده، طعمه‌های پلاستیکی و به تازگی طعمه‌های بیونیک برای جذب ماهی را آغاز کرده‌اند.
مطالعات نشان می‌دهد که طعمه‌های طبیعی مانند شوریده‌ماهیان و میگو بیشتر توسط ماهی شناخته می‌شوند و به راحتی پذیرفته می‌شوند. اینکه یک ماهیگیر ممکن است چه تکنیک مختلفی را انتخاب کند، عمدتاً توسط گونه هدف و زیستگاه آن تعیین می‌شود. طعمه‌ها را می‌توان به دو دسته اصلی تقسیم کرد: طعمه‌های مصنوعی و طعمه‌های طبیعی.

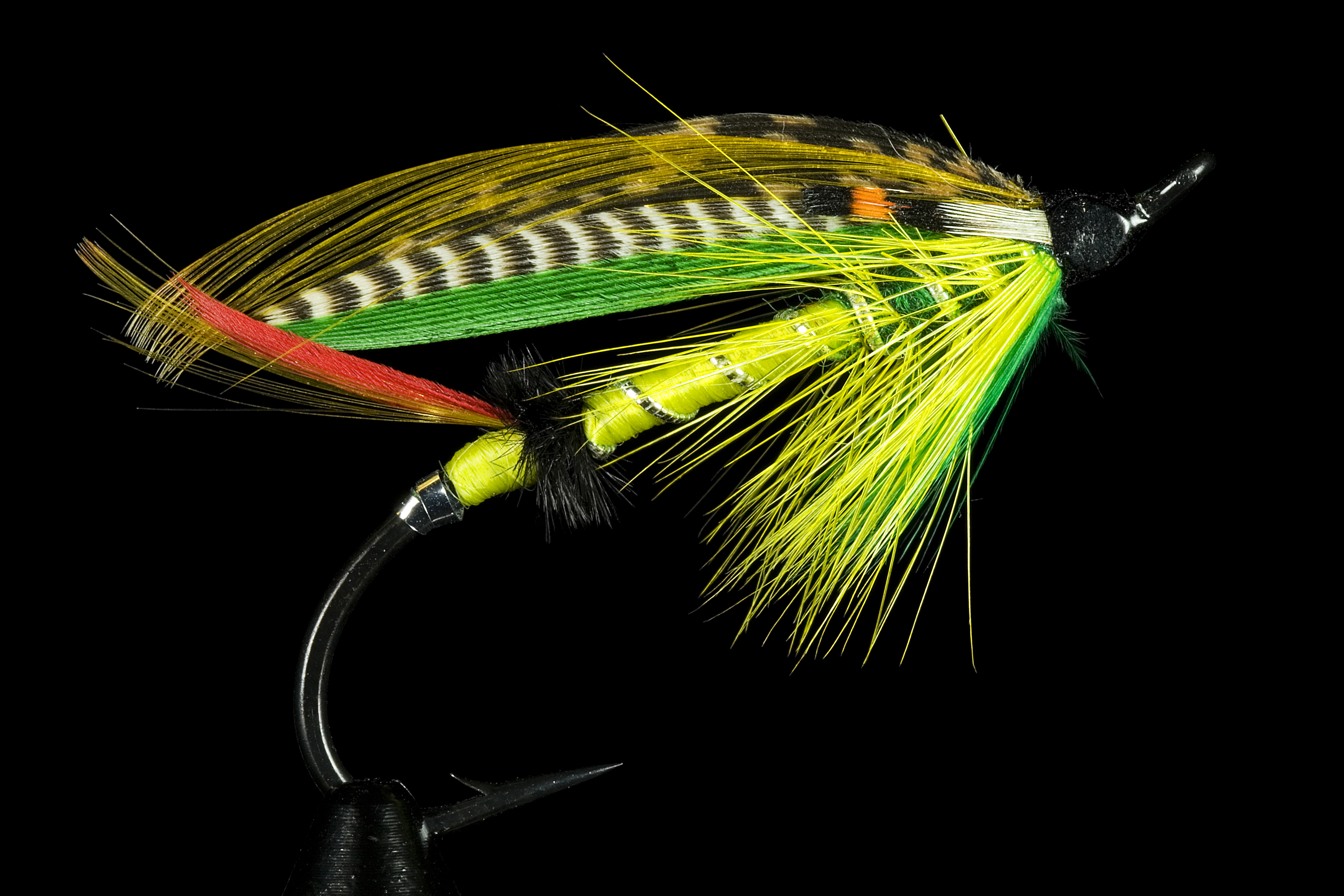
گرین هایلندر، مگس مصنوعی که برای ماهیگیری ماهی قزل آلا استفاده می‌شود.

## طعمه‌های طبیعی
یک ماهیگیر طعمه طبیعی، به استثنای موارد معدود، از گونه‌های طعمه معمولی ماهی به عنوان یک جذب‌کننده استفاده می‌کند. طعمه طبیعی مورد استفاده ممکن است زنده یا مرده باشد. طعمه‌های طبیعی رایج عبارتند از کرم خاکی، زالو (به ویژه طعمه زالو Nephelopsis obscura)، کپورماهیان، قورباغه، سمندر و حشرات. طعمه‌های طبیعی به دلیل بافت واقعی، بو و رنگ طعمه ارائه‌شده مؤثر هستند. پنیر به دلیل بوی قوی و رنگ روشنش طعمه‌ای بسیار موفق شناخته شده‌است. از خارپشت دریایی به عنوان طعمه sheepshead استفاده می‌شود.

## نگارخانه

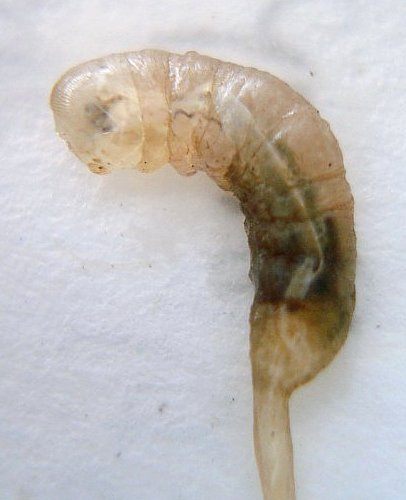
حشره دم‌موشی یک طعمه محبوب ماهیان است.
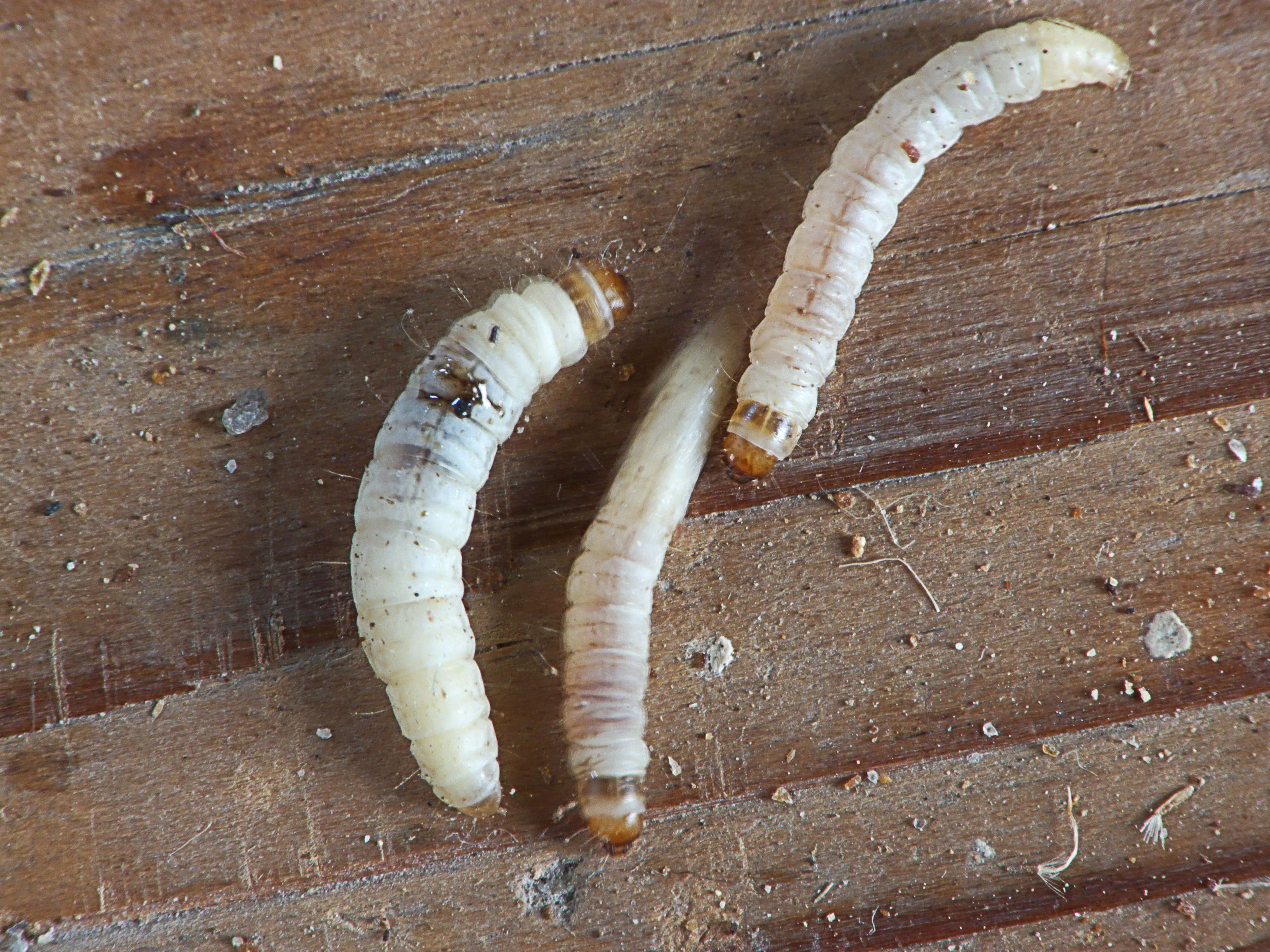
از کرم پیله‌ساز کوچک از پروانه مومی به عنوان طعمه برای صید قزل‌آلا استفاده می‌شود.
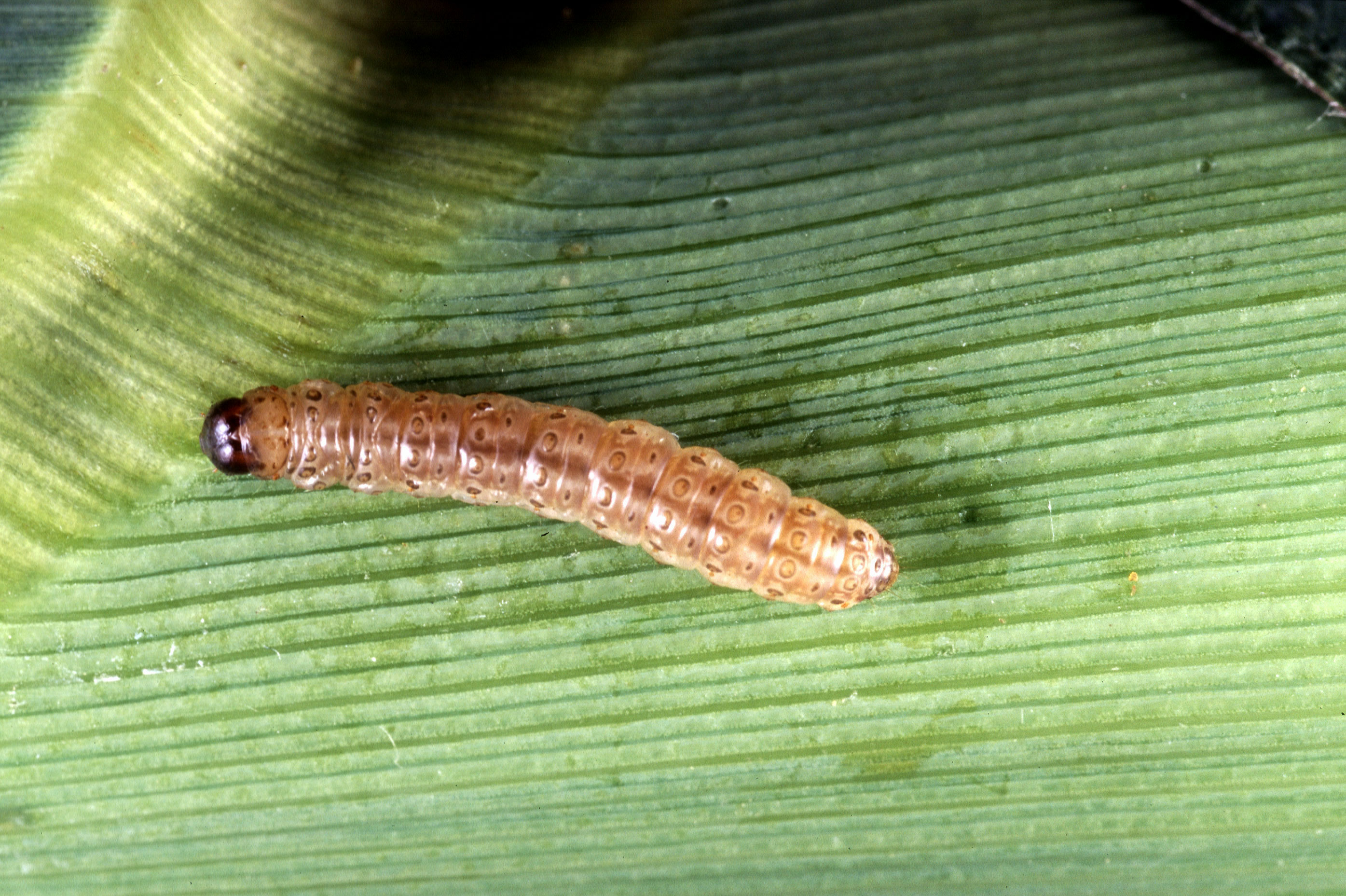
کرم پیله‌ساز خراط ذرت نیز طعمه‌ای عالی برای صید ماهی قزل‌آلا هستند.
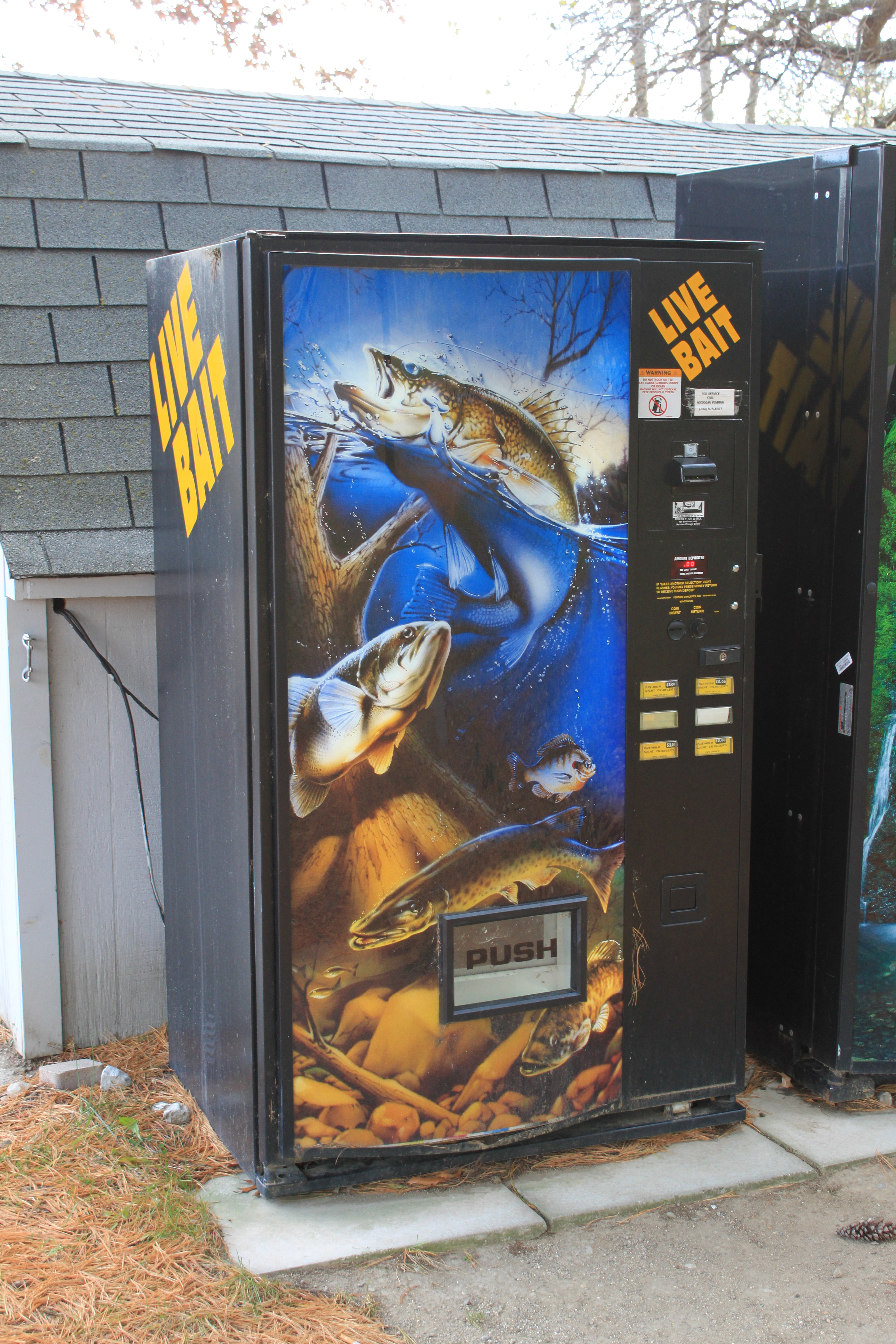
دستگاه فروش طعمه زنده، منطقه تفریحی برایتون، میشیگان